# Фрідріх-Карл Кранц
Фрідріх-Карл Кранц (нім. Friedrich-Carl Cranz; 14 листопада 1886, Кульм — 24 березня 1941, Нойгаммер-ам-Квайс) — німецький воєначальник, генерал-лейтенант вермахту. Кавалер Лицарського хреста Залізного хреста.

## Біографія
На початку 1905 року вступив в армію. Учасник Першої світової війни. Після демобілізації армії залишений в рейхсвері, служив на штабних посадах. З 26 серпня 1939 року — командир 18-ї піхотної (з 1 листопада 1940 року — моторизованої) дивізії. Учасник Польської і Французької кампаній. Загинув на військовому полігоні внаслідок дружнього вогню.

## Звання[1]
- Фанен-юнкер (14 січня 1905)
- Лейтенант (21 травня 1906)
- Оберстлейтенант (1 квітня 1933)
- Оберст (1 квітня 1935)
- Генерал-майор (1 червня 1938)
- Генерал-лейтенант (1 липня 1940)

## Нагороди
- Залізний хрест 2-го і 1-го класу
- Орден Церінгенського лева, лицарський хрест 2-го класу з мечами[1]
- Почесний хрест ветерана війни з мечами
- Медаль «За вислугу років у Вермахті» 4-го, 3-го, 2-го і 1-го класу (25 років)
- Застібка до Залізного хреста 2-го і 1-го класу
- Лицарський хрест Залізного хреста (29 червня 1940)